# شعب يالاين

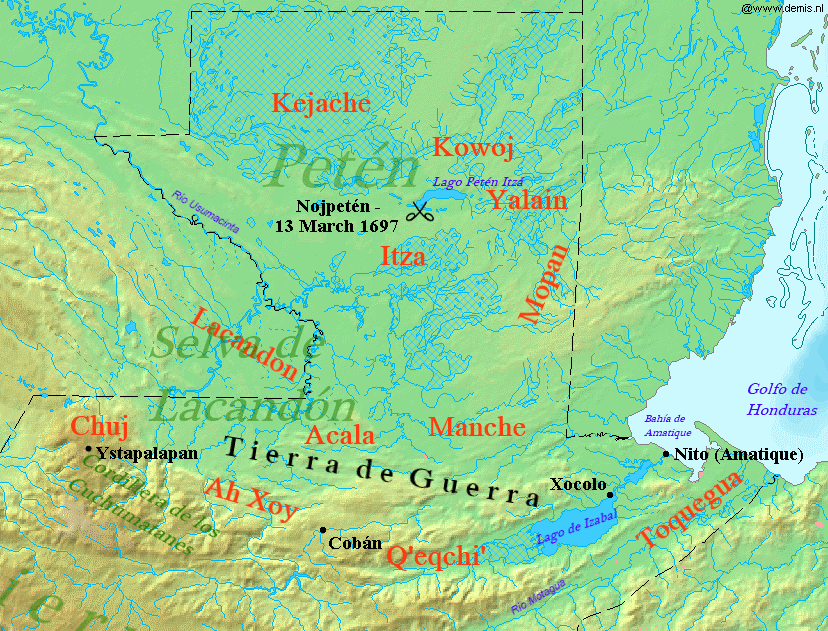

شعب يالاين كان مجموعة بشرية من شعب المايا، سكنت جنوب  شبه جزيرة يوكاتان في فترة ما بعد الكلاسيكية (1000-1697) في حوض بيتين في شمال جواتيمالا، وتحديدًا في منطقة البحيرات المركزية بيتين. وقد وصفت هذه البلدة الصغيرة عام 1696 من قبل الرهبان الفرنسيسكان أندريس دي أبيندانيو إيه لويولا. وقيل أنها كانت تتألف من عدد صغير نسبيًا من التجمعات السكنية داخل الأراضي الزراعية الغنية. كانت البلدة تقع شرق بحيرة بيتين إيتزا ويُقال أنه قد تم استزراعها من قبل سكان نوخبيتين، عاصمة مملكة الإيتزا. تميز الجانب السياسي والآثري ليالين بالغموض وقلة الفهم والوضوح.